# جستینا مکوکو
جستینا مکوکو (انگلیسی: Jestina Mukoko؛ زادهٔ ۱ ژانویهٔ ۲۰۰۰) روزنامه‌نگار، و فعال حقوق بشر اهل زیمبابوه است.
وی همچنین در سال ۲۰۱۰ برندهٔ جایزه بین‌المللی زنان شجاع شده‌است.